# Омар Браво
Омар Браво (ісп. Omar Bravo, нар. 4 березня 1980, Лос-Мочіс, штат Сіналоа) — мексиканський футболіст, нападник клубу «Крус Асуль».

## Клубна кар'єра
Народився 4 березня 1980 року в місті Лос-Мочіс. Грав за місцеву бейсбольну команду, займався боксом. З 12 років відвідував футбольну секцію.
У дорослому футболі дебютував 2000 року виступами за команду клубу «Гвадалахара», в якій провів вісім сезонів, взявши участь у 258 матчах чемпіонату. Більшість часу, проведеного у складі «Гвадалахари», був основним гравцем атакувальної ланки команди. У складі «Гвадалахари» був одним з головних бомбардирів команди, маючи середню результативність на рівні 0,39 голу за гру першості.
Сезон 2008/09 грав у складах клубів «Депортіво» та «УАНЛ Тигрес».
По завершенні сезону повернувся до «Гвадалахари». Цього разу відіграв за команду з Гвадалахари наступні два сезони своєї ігрової кар'єри.
Протягом 2011–2012 років захищав кольори американського клубу «Спортінг Канзас Сіті».
До складу клубу «Крус Асуль» приєднався 2012 року. Наразі встиг відіграти за команду з Мехіко 5 матчів в національному чемпіонаті та чотири в кубку Лібертадорес.

## Виступи за збірну
2003 року дебютував в офіційних матчах у складі національної збірної Мексики. Наразі провів у формі головної команди країни 62 матчі, забивши 15 голів.
У складі збірної був учасником чемпіонату світу 2006 року у Німеччині.
Брав участь у розіграшу кубка Америки 2007 року у Венесуелі, на якому команда здобула бронзові нагороди. Був учасником кубка конфедерацій 2005 року у Німеччині.
Чотири рази брав участь у розіграшах Золотого кубка КОНКАКАФ: 2003, 2005, 2007 і 2009. У двічі здобував титул континентального чемпіона і одного разу срібні нагороди.

## Титули і досягнення

### Командні
- Володар Золотого кубка КОНКАКАФ (2): 2003, 2009
- Срібний призер Золотого кубка КОНКАКАФ: 2007
- Чемпіон Мексики (1): 2006А
- Бронзовий призер Кубка Америки: 2007

### Особисті
- Найкращий бомбардир чемпіонату Мексики (1): 2007К (11 голів)